# Послання до Филип'ян

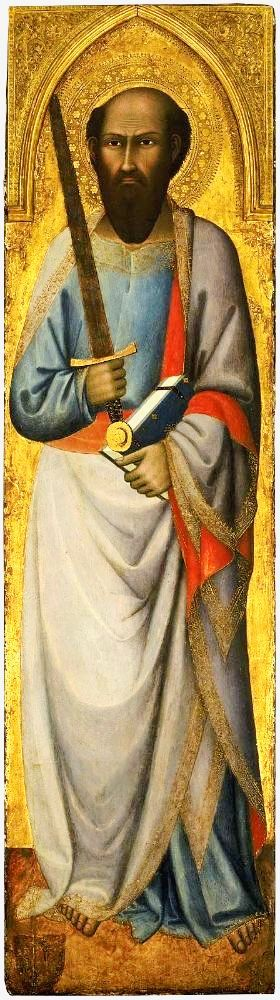
Апостол Павло (Андреа Ванні, 1390 рік)

Послання до филип'ян — один з листів апостола Павла, який увійшов до Нового заповіту. Адресоване новоствореній церкві македонського містечка Філіппи, котра була заснована під час другої подорожі апостола Павла у 49 — 52 рр. (Дії 16:11-40). Послання було написано в Римі, під час першого ув'язнення апостола, в 62 — 63 рр. Судячи з привітання «Павло і Тимофій», послання записано зі слів Павла його улюбленим учнем — Тимофієм.

## Структура
- Привітання (Фил.  1:1 -Фил. 1:2  2)
- Подяка Богові за громаду филип'ян (Фил. 1:3 -Фил. 1:11  11)
- Пута апостола і проповідь Євангелія (Фил. 1:12 -Фил. 1:30  30)
- Христос — приклад для всіх (Фил. 2:1 -Фил. 2:18  18)
- У Філіппи посланий Епафродит, буде посланий Тимофій, апостол також сподівається ще там побувати (Фил. 2:19 -Фил. 2:30  30)
- Приклад апостола і засторога проти псевдовчителів (глава 3)
- Заклик до радості (Фил. 4:1 -Фил. 4:9  9)
- Подяка за допомогу (Фил. 4:10 -Фил. 4:19  19)
- Висновок (Фил. 4:20 -Фил. 4:23  23)